# غوندالا (فلم)
غوندالا ((بالإندونيسية: Gundala)) هو فيلم بطل خارق إندونيسي أُصدر سنة 2019 مبنيٌّ على شخصية غوندالا من قصص بوميلانغيت المصورة الذي ابتكره الفنان الإندونيسي حريا سورامينتا (حسمي) سنة 1969. قام بإخراجه Screenplay Films بالاشتراك مع BumiLangit Studios و قام بتوزيعه Legacy Pictures. هو أول فيلم ضمن مسلسل عالم بوميلانغيت السينيمائي (BumiLangit Cinematic Universe). الفيلم من إخراج وكتابة جوكو أنوار ومن بطولة أبيمنا أرياستيا لتجسيد دور سنجاكا/ غوندالا بمشاركة تارا بسرو، برونت فلاراي، أريو بايو، ريو ديوانتو، مارسة أنيتا معمزكي رمضان قائما بدور سنجاكا الصغير. أصدر الفيلم محليا في 29 أغسطس 2019 بإندونيسيا وعالميا في 11 سبتمبر 2019 بمهرجان تورونتو السينمائي الدولي. استقبل الفيلم قبولا إيجابيا من المشاهدين والنقاد لبطولة أبيمنا وإخراج أنوار ولتأثرات بصرية، تصميم أزياء و أصليته.

## القصة
كان سنجاكا يعيش حياة صعبة في الشوارع منذ أن تركه والداه.حاول البقاء على قيد الحياة من خلال التفكير في سلامته. عندما تتفاقم حالة المدينة ويزداد الظلم في جميع أنحاء البلاد ، يتعين عليه أن يقرر بين أن يعيش ليرعى نفسه أو ينهض ليصبح بطلاً للمظلومين. عندما يجلب فنكور الشرير وفرقته الشيطانية (أبناء الأب) من الأيتام القتلة الفوضى إلى المدينة ، يجب عليه مواجهتهم ويصبح وجه المدينة للعدالة. وبمساعدة قدرته على إنتاج البرق، أصبح بطلاً سرياً عُرف باسم غوندالا.

## طاقم التمثيل
- أبيمنا أرياستيا بدور سنجاكا/ غوندالا. وغوندالا كلمة جاوية بمعنى البرق. قال الفنان حسمي مبتكر الشخصية إنه ألهتمه في ابتكاره شخصية جاوية المدعو 'كي أغينغ سيلو' الذي قيل إن لديه قدرة لقطف البرق من السماء بيديه.  قام مزكي رمضان بدور سنجاكا الصغير.
- تارا بسرو بدور وولان. جارة سنجاكا و ستصبح حبيبته في المستقبل.
- برونت فلاراي بدور فنكور (الأكسح). اسمه الأصلي حيدار سوبندي. شخصية شريرة ذو خلقة غير حسنة بسبب الحادثة الواقعة أيام طفولته. كان ثريا كثير المال. استخدم تلك الأموال لبناء ديار الأيتام في جميع أنحاء البلاد ومن ثم تجنيدهم لطموحاته الشخصية. كانوا ينادونه ب«الأب».
- أريو بايو بدور غني زولهام/ غزول. شخصية شريرة ذو معلومات أثرية. هو في المظهر تابعا لفنكور، لكن لديه تخطيطات فردية سرية يحاول أن يكسبها بالاختباء وراء ظهر فنكور.
- ريو ديوانتو بدور أبو سنجاكا
- مارسة أنيتا بدور أم سنجاكا
- ففيتا فيرس (ضيف شرف) بدور سري أسيه بطلة خارقة ذات مهارات فنون قتالية، الطيران،جسم مناعي، كذلك قدرة على مضاعفة وتوسيع جسدها.
- سوجيوو تيجو بدور كي ويلاوك شيطان قديم هزمه غوندالا في السابق  بفصل رأسه عن جسده ثم حبسه في زجاج خاص. تم بعثه مرة أخرى بواسطة غزول.

## الإصدار

### الاستقبال

#### جوائز و ترشيحات
| المنظمة                               | الجائزة               | المستقبل                               | النتيجة |
| ------------------------------------- | --------------------- | -------------------------------------- | ------- |
| مهرجان إندونيسيا السينيمائي لعام 2019 | أفضل ممثل رئيسي       | أبيمنا أرياستيا                        | رُشِّح     |
| مهرجان إندونيسيا السينيمائي لعام 2019 | أفضل نص سينمائي مقتبس | جوكو أنوار                             | رُشِّح     |
| مهرجان إندونيسيا السينيمائي لعام 2019 | أفضل خلط أصوات        | حكماوان سنتوسا، أنحار موها             | فوز     |
| مهرجان إندونيسيا السينيمائي لعام 2019 | أفضل موسيقى تصويرية   | أغي ناروتما، بمبي غوستي، طوني ميرلي    | رُشِّح     |
| مهرجان إندونيسيا السينيمائي لعام 2019 | أفضل تصميم إنتاج      | وينسيسكلاوس دي زوراري                  | رُشِّح     |
| مهرجان إندونيسيا السينيمائي لعام 2019 | أفضل تصوير سينمائي    | إيشال تانجونج                          | فوز     |
| مهرجان إندونيسيا السينيمائي لعام 2019 | أفضل مكياج وتصفيف شعر | داروين ثي                              | رُشِّح     |
| مهرجان إندونيسيا السينيمائي لعام 2019 | أفضل تصميم ملابس      | إيسابيل باتريس                         | رُشِّح     |
| مهرجان إندونيسيا السينيمائي لعام 2019 | أفضل تأثيرات بصرية    | ألبي إيلديفي                           | فوز     |
| كأس مايا لعام 2019                    | ممثل رئيسي مختار      | أبيمنا أرياستيا                        | رُشِّح     |
| كأس مايا لعام 2019                    | ممثل طفل مختار        | مزكي رمضان                             | فوز     |
| كأس مايا لعام 2019                    | ظهور موجز ومميز       | ففيتا فيرس                             | رُشِّح     |
| كأس مايا لعام 2019                    | تصوير سينمائي مختار   | إيشال تانجونج                          | رُشِّح     |
| كأس مايا لعام 2019                    | خلط أصوات مختار       | حكماوان سنتوسا، محمد إحسان، أنحار موها | فوز     |
| كأس مايا لعام 2019                    | موسيقى تصويرية مختار  | أغي ناروتما، بمبي غوستي، طوني ميرلي    | رُشِّح     |
| كأس مايا لعام 2019                    | تصميم ملابس مختار     | إيسابيل باتريس                         | رُشِّح     |
| كأس مايا لعام 2019                    | تصميم إنتاج مختار     | وينسيسكلاوس دي زوراري                  | رُشِّح     |
| كأس مايا لعام 2019                    | تأثيرات بصرية مختار   | ألبي إيلديفي                           | رُشِّح     |
| كأس مايا لعام 2019                    | تصميم ملصق مختار      | استوديو كارفان                         | رُشِّح     |

## وصلات خارجية
- مقالات تستعمل روابط فنية بلا صلة مع ويكي بيانات
- الموقع الرسمي
- Gundala  في قاعدة بيانات الأفلام على الإنترنت (بالإنجليزية)
- غوندالا (فلم) في روتن توميتوز.